# ソフィア・ウィカム (初代ウェンマン女男爵)

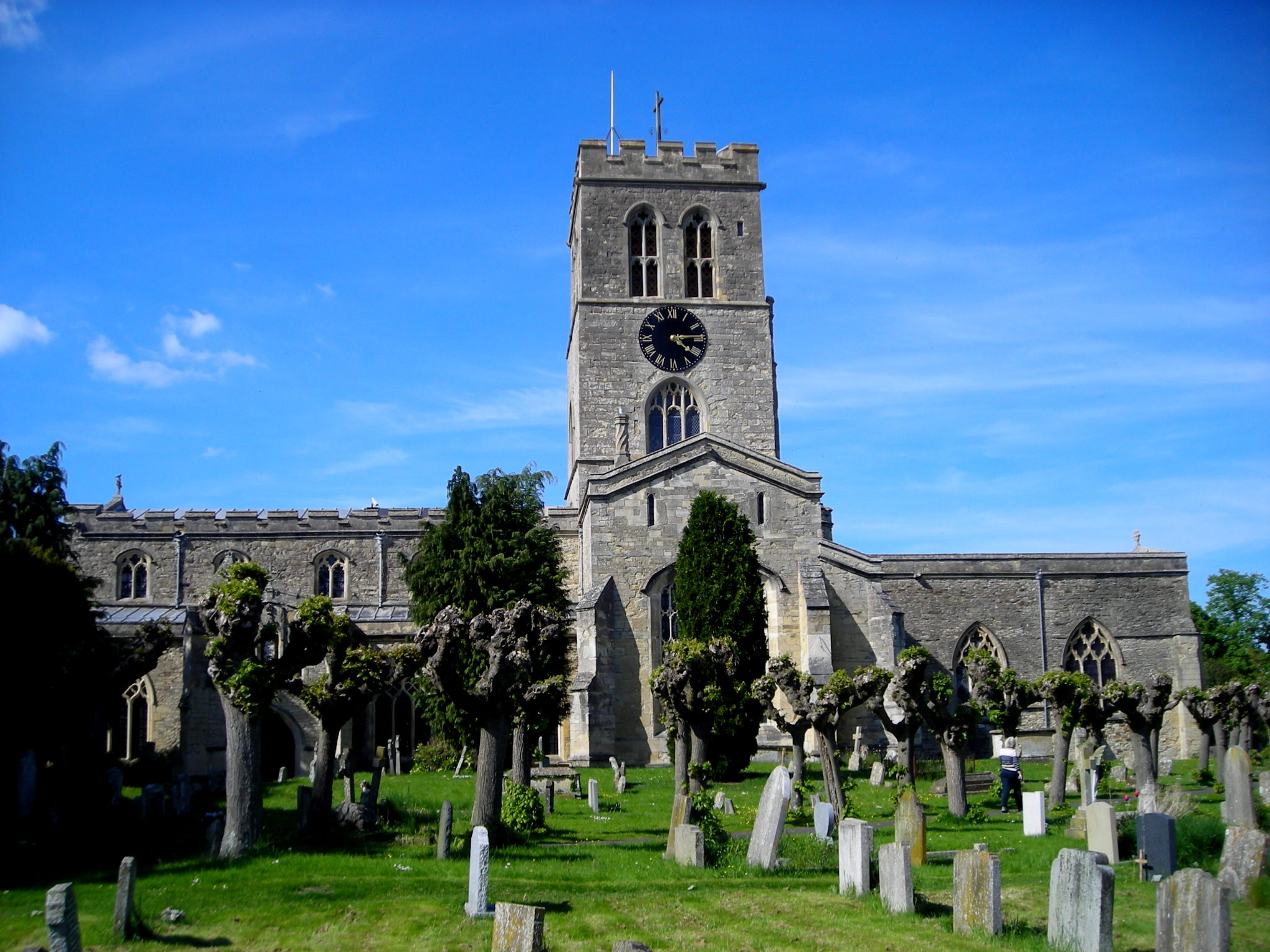
テイムの教区教会、2013年撮影。

初代ウェンマン女男爵ソフィア・エリザベス・ウィカム（英語: Sophia Elizabeth Wykeham, 1st Baroness Wenman、1790年6月10日 – 1870年8月9日）は、イギリスの女性貴族。

## 生涯
ウィリアム・リチャード・ウィカム（William Richard Wykeham、1769年ごろ – 1800年7月1日）と妻エリザベス（Elizabeth、旧姓マーシュ（Marsh）、ウィリアム・マーシュの娘）の娘として、1790年6月10日に生まれた。父はウィリアム・ハンフリー・ウィカム（1783年没）と妻ソフィア（第6代ウェンマン子爵フィリップ・ウェンマンの娘）の息子であり、ソフィア・ウィカムは父方の祖母からウェンマン子爵家の血を引いている。1800年7月1日に父が死去すると、その遺産を継承した。
1825年にオックスフォードシャーにおけるテイムとシデナムの教区牧師の所領を購入した後、1836年に聖堂参事会員用の邸宅（prebendal house）とその敷地（合計で14.5エーカー）を950ポンドでチャールズ・ストーン（Charles Stone）で売却した。また、テイム近くのモアトンでの領地を一部寄贈し、自身の寄付金と政府からの助成金もあって1860年にモアトン聖公会学校（Moreton Church of England school）が設立された。
国王ウィリアム4世（在位：1830年 – 1837年）の親しい友人であり、1834年6月3日にウィリアム4世により連合王国貴族であるオックスフォードシャーにおけるテイム・パークのウェンマン女男爵に叙された。「ウェンマン」という爵位名は父方の祖母の実家であるウェンマン子爵家に由来する。日記作家チャールズ・グレヴィルは（叙爵がロンドン・ガゼットで発表された3日後の）1834年5月23日の日記でウィカムを「みっともない、半狂乱の女」（a disrespectable, half-mad woman）と酷評し、叙爵の理由をウィリアム4世が父ジョージ3世の許可を得られずウィカムを王妃することができなかったことへの補償であると述べた。
1870年8月9日に生涯未婚のままテイム・パークで死去、同地の教会に埋葬された。遺産は3万ポンドに満たなかったという。爵位は継承者がおらず1代で廃絶した。